# Eccidio della Romagna
L’eccidio della Romagna fu un crimine contro l'umanità commesso dai soldati tedeschi della 16. SS-Panzergrenadier-Division "Reichsführer SS", comandata dal generale (Gruppenführer) Max Simon, l'11 agosto 1944. Il giorno seguente la stessa divisione sarà responsabile dell'eccidio di Sant'Anna di Stazzema.

## Il contesto storico

### L'armistizio di Cassibile
L'8 settembre 1943, alle ore 19:42, il capo del governo maresciallo Pietro Badoglio annunciò ai microfoni dell'Ente Italiano per le Audizioni Radiofoniche (EIAR) l'entrata in vigore dell'armistizio di Cassibile tra il Regno d'Italia e le forze anglo-americane. Questo armistizio, firmato il 3 settembre nella frazione di Cassibile nel comune di Siracusa dal plenipotenziario italiano generale Giuseppe Castellano e dal generale statunitense Walter Bedell Smith, era di fatto una resa senza condizioni.
L'ottimismo degli alleati sulla possibilità di un'efficace collaborazione italiana contro i tedeschi, almeno sul territorio italiano, venne meno durante i giorni tra il 3 e l'8 settembre. In questi giorni il governo italiano non soltanto non prese alcuna iniziativa ma continuò a mantenere il segreto sull'avvenuta firma dell'armistizio per timore della reazione tedesca nei confronti delle persone e delle città.
Il risultato della paralisi del governo fu la disgregazione delle forze armate italiane. L'annuncio dell'8 settembre colse il regio esercito del tutto impreparato: nessuna direttiva efficace era stata emanata per gestire la nuova situazione che si era venuta a creare. La fuga di Vittorio Emanuele III e del governo prima a Pescara e quindi a Brindisi, la mattina del 9 settembre, non può che aumentare il disorientamento: molti militari, credendo la guerra finita, si tolsero l'uniforme e cercarono di tornare alle loro case. La forzata passività delle truppe italiane, che comunque si resero protagoniste in alcune città di atti di resistenza, e il limitato (al momento) potenziale offensivo delle forze armate portò alla rapida occupazione dell'Italia da parte dei tedeschi e la sua trasformazione in un teatro di guerra.
Il Regno d'Italia, limitato alle regioni occupate dagli alleati, dichiarò guerra alla Germania il 13 ottobre: l'Italia diventa un enorme campo di battaglia tra due eserciti contrapposti, quello anglo-americano e quello del Reich. Un campo di battaglia che vede presto emergere una terza forza: la resistenza partigiana. Già poche ore dopo l'annuncio dell'Armistizio, si era infatti costituito a Roma il Comitato di Liberazione Nazionale (CLN): una struttura politico-militare che avrebbe caratterizzato la lotta contro l'occupazione tedesca e le forze collaborazioniste fasciste.

### Le rappresaglie naziste contro i civili
Il 17 giugno 1944 il comandante delle truppe tedesche in Italia, il feldmaresciallo Albert Kesselring, inoltra ai suoi ufficiali l'ordinanza “Nuova regolamentazione per la lotta alle bande”. Con questo comunicato inizia di fatto la politica stragista destinata a martoriare l'Italia centrale nei mesi che portarono dalla liberazione di Roma, avvenuta il 4 giugno 1944, alle operazioni militari sulla Linea Gotica che porteranno (l'anno seguente) alla resa incondizionata delle truppe tedesche in Italia.
In quei mesi l'esercito tedesco si rende colpevole di una violenza quasi scientifica: una violenza che non colpisce le comunità in modo estemporaneo, come manifestazione della frustrazione delle truppe o per un gusto istintivo per la morte, ma che è tragicamente razionale. Non a caso saranno impiegati reparti specializzati nella repressione ai danni della popolazione. Rappresaglie, rastrellamenti, incendi, arresti sommari furono considerati strumenti leciti e auspicati per mettere pressione al movimento partigiano, terrorizzare la popolazione, massimizzare lo sfruttamento e il prelievo delle risorse materiali e gestire al meglio il contesto della ritirata.
Tra il marzo e l'aprile del 1944 alcuni reparti esploratori della Fallschirm-Panzer-Division 1 "Hermann Göring". Sull'Appennino tosco-emiliano questi reparti furono responsabili della strage di Monchio, Susano e Costrignano (18 marzo: 136 civili uccisi) e di quella di Cervarolo e Civago (20 marzo: 24 civili uccisi); in Toscana furono invece protagonisti dei rastrellamenti nel Mugello, nella zona di Monte Morello e del Monte Giovi, e nel Casentino. Il 13 aprile i soldati della “Göring” misero a ferro e fuoco la frazione di Vallucciole, nel comune di Stia (Arezzo): le vittime dell'eccidio di Vallucciole saranno 108.

### La strage della Benedicta
Sull'Appennino Ligure, tra il 6 e l'11 aprile, nella settimana di Pasqua, reparti tedeschi e italiani si scontrarono con i partigiani nella zona dell'Abbazia della Benedicta, non lontano da Genova: 72 partigiani caddero durante i combattimenti e 75 furono uccisi sommariamente. Alcuni dei partigiani sopravvissuti a questa strage saranno poi fucilati, assieme ad altri 42 prigionieri, il 9 maggio nei pressi del passo del Turchino.

## Cronologia degli avvenimenti

### Il rastrellamento della Romagna
Il Monte Pisano, segnalato come area d'insediamento partigiano (nella zona di Asciano operava la formazione Casarosa), era controllato da due divisioni: la 16. SS-Panzergrenadier-Division "Reichsführer-SS", acquartierata a Nozzano (sede del Comando Tattico, del Tribunale divisionale e del centro raccolta dei prigionieri) in provincia di Lucca e comandata dal generale (Gruppenführer) Max Simon, e la 65° Infanterie-Division, nota come “Handgranate” (bomba a mano, per via del simbolo tattico adottato) e che aveva il proprio comando presso Villa Borri ad Asciano. La porzione settentrionale del nostro Comune, quella compresa tra Rigoli e Ripafratta, per la sua vicinanza con l'importante comando di Lucca, assunse durante la ritirata tedesca una grande importanza strategica: non a caso tra il 6 e il 21 luglio i tedeschi distruggono la tratta ferroviaria. Da Nozzano i soldati della "Reichsführer-SS" partirono quasi ogni giorno sia per operazioni antipartigiane che per operazioni di rastrellamento di uomini.
In conseguenza all'attività tedesca, molte persone erano salite a trovare rifugio sui monti, soprattutto in quelle zone non interessate dai bombardamenti alleati. La località di maggiore concentrazione fu la Romagna, dove alla fine di luglio si trovavano – in un accampamento di fortuna dalle condizioni di vita spartane – centinaia di persone. 
Il 31 luglio i tedeschi emisero un bando che invitava tutti gli uomini validi dai 16 ai 50 anni a presentarsi entro due giorni ai comandi militari per l'arruolamento volontario nelle compagnie dei lavoratori. Allo scadere del tempo stabilito dal bando, i tedeschi organizzarono un rastrellamento. Alberto Naef, cittadino svizzero sfollato da Livorno che aveva rapporti quotidiani con gli ufficiali SS, avvertì (secondo quanto riferito il 9 giugno 1945 al Sottocomitato di Liberazione Nazionale di Ripafratta) subito la ‘popolazione’ della Romagna: tutti gli uomini di età compresa tra i 15 e i 50 anni sarebbero stati considerati partigiani con le conseguenze del caso.
L'avvertimento non ebbe però alcun seguito. La notte tra il 6 e il 7 agosto i tedeschi, aiutati dai fascisti (a quanto sembra non del luogo), colsero di sorpresa le persone che vivevano alla Romagna.

### La prigionia a Nozzano
Al termine dell'operazione di rastrellamento, i tedeschi pretesero dai prigionieri informazioni sulle formazioni partigiane. La risposta venne da Livia Gereschi, insegnante dei corsi di avviamento professionale che aveva svolto servizio come interprete tra l'autorità comunale di San Giuliano Terme e le forze tedesche di occupazione: quelle persone erano sul monte soltanto per proteggersi dai bombardamenti e nessuno di loro era partigiano o aveva contatti con i partigiani.
Alle prime luci dell'alba i tedeschi lasciarono la Romagna, portando via 300 prigionieri tra cui la Gereschi. I prigionieri furono condotti a Ripafratta, dove furono divisi in due gruppi: chi poteva lavorare fu caricato su dei camion e inviato a Lucca per essere smistato nei vari campi di lavoro; chi si dichiarò non abile al lavoro fu invece condotto a Nozzano. La Gereschi fu aggregata come interprete a quest'ultimo gruppo, costituito per lo più da persone di età superiore ai 40 anni.
La prigionia a Nozzano fu dura: secondo le testimonianze per quattro giorni i tedeschi dettero ai prigionieri soltanto un pezzo di pane al giorno e un poco d'acqua. Durante la prigionia, secondo una testimonianza attendibile, al gruppo della Romagna si aggiunsero almeno altri sei prigionieri. Naef provò a intercedere per la liberazione dei prigionieri, insistendo sul fatto che nessuno di loro era un partigiano: riuscì soltanto a far liberare il dottor Pietro Calza di Pugnano. I tedeschi gli garantirono che i prigionieri sarebbero stati visitati e che gli idonei sarebbero poi stati inviati al servizio di lavoro, senza però chiarire il destino dei prigionieri veramente inabili. La mattina dell'11 agosto venne, infatti, annunciata una visita medica: i prigionieri sarebbero stati trasportati, quattro alla volta, alla sede dell'ufficiale medico. Il modo scelto per l'esecuzione è piuttosto semplice: i prigionieri, divisi in piccoli gruppi, saranno fucilati in località appartate lontane pochi chilometri di Nozzano.
Il primo trasporto porta i suoi quattro prigionieri vicino a Quiesa, sulla strada per Massarosa. Grazie ad un gesto istintivo e all'inceppamento dell'arma dell'ufficiale tedesco, Generoso Giaconi riesce però a fuggire. Sarà, assieme a Oscar Grassini, l'unico sopravvissuto del gruppo prigioniero a Nozzano.

### La strage
Il secondo trasporto portò i prigionieri presso l'autostrada Firenze-Mare, fra Filettole e Avane. Di questo trasporto faceva parte Oscar Grassini che, soltanto ferito dalle raffiche di fucile mitragliatore degli assassini, si finse morto riuscendo poi a fuggire per i campi (a seguito delle ferite gli sarà amputata la gamba destra).
Dopo i primi due viaggi, i tedeschi utilizzarono più mezzi per sveltire le operazioni. Undici prigionieri furono fucilati in località Cavaliere, sul monte di Balbano (tre chilometri a ovest di Nozzano); 8 lungo la strada che porta a Chiatri, sul monte di Quiesa; altri alla spicciolata tra Ripafratta e Filettole. Gli ultimi prigionieri, tra cui Livia Gereschi, furono fucilati in località Sassaia, una frazione di Corsanico a lungo la via Sarzanese. Con l'ultimo gruppo furono fucilati anche otto uomini appena liberati dal campo di concentramento di Borgo a Mozzano e che avevano avuto la sfortuna di incontrare i cadaveri.
Quando furono trovati i primi cadaveri tra Ripafratta e Filettole si trovarono loro addosso dei cartelli con scritto: “Questi banditi hanno sparato ai soldati tedeschi alle spalle”. Erano soltanto delle persone in fuga dalla guerra, la cui unica ‘colpa’ era stata quella di rifugiarsi in Romagna. La decisione di eliminare i reclusi di Nozzano fu probabilmente presa all'improvviso per fare spazio nei locali del centro di detenzione in previsione delle operazioni del giorno seguente: quello del massacro di Sant'Anna di Stazzema.

## Le uccisioni in Toscana
Durante le fasi di ritirata, le truppe nazifasciste commisero molti eccidi anche in Toscana, alcune stragi furono rappresaglie per punire le azioni dei partigiani, altre operazioni di ripulitura e "desertificazione" per svuotare porzioni di territorio presso la linea del fronte o sterminare intere comunità. Altre, generalmente di piccole dimensioni e in genere accompagnate da furti e violenze sulle donne, furono stragi di frustrazione per una sorte del conflitto ormai segnata: poche le stragi di civili dovute a motivazioni di stampo razziale (come, ad esempio, la strage di via Sant'Andrea a Pisa dove i tedeschi uccisero il presidente della Comunità ebraica cittadina Giuseppe Pardo Roques e altre undici persone).
La provincia di Pisa visse l'atrocità tedesca fin dall'inizio del ricorso alla strage come strategia precisa: il 13 giugno fu impiccato a San Rossore il carabiniere Agostino Bragazzi, accusato di avere sabotato una postazione del telegrafo. Il giorno seguente a Castelnuovo di Val di Cecina, lungo la strada che conduce a Larderello, furono uccisi 77 minatori prelevati dai tedeschi il giorno precedente nel borgo di Niccioleta, nel comune di Massa Marittima in provincia di Grosseto.
A questi eventi devono poi aggiungersi la strage del ponte di Ripafratta (68 vittime, tra cui don Libero Raglianti, medaglia d'oro alla Resistenza), avvenuta il 24 agosto in quello che formalmente territorio della frazione di Filettole nel comune di Vecchiano, e il rastrellamento nel territorio circostante la frazione di Molina di Quosa.

## I processi successivi
Tra il maggio e il giugno 1947, a Padova, venne celebrato un processo per crimini di guerra contro Max Simon. L'eccidio conseguente il rastrellamento della Romagna venne inserito nel dibattimento soltanto all'ultimo momento e non venne preso in considerazione nella formulazione del giudizio finale.
Il 10 ottobre 2011 il giudice per le indagini preliminari del Tribunale militare di Roma Luca Baiada ha riaperto il procedimento penale a carico di Josef Exner, maresciallo della 16ª SS-Panzer-Grenadier-Division "Reichsführer-SS", proprio per la strage dell'11 agosto 1944 ai danni dei rastrellati della Romagna. Il processo, in cui l'amministrazione di San Giuliano Terme si era costituita parte civile, è stato archiviato per il decesso dell'imputato.

## Dati sulle vittime
Secondo l'elenco delle stragi pubblicato dall'Associazione Nazionale Partigiani d'Italia (ANPI) in Toscana, dal giugno al 23 novembre 1944 (strage di Casola in Lunigiana), furono compiute 190 stragi in cui i tedeschi uccisero circa 4000 persone, alla media di 27 al giorno. La strage con più vittime fu quella orribile di Sant’Anna di Stazzema, del 12 agosto: 560 vittime di cui 130 bambini (la più piccola, Anna Pardini, di appena 20 giorni).
Nell'elenco dell'ANPI sono ricordate cinque stragi avvenute nel territorio del Comune di San Giuliano Terme: 20 giugno, Agnano (1 vittima); 6 luglio, Ghezzano (1 vittima); 24 luglio, Asciano Pisano (2 vittime); 5 agosto, Asciano Pisano (5 vittime); 19 agosto, Gello (19 vittime). 